# Mijaíl Nosyrev
Mijaíl Iósifovich Nosyrev Михаил Иосифович Носырев (Leningrado, 28 de mayo de 1924 — Vorónezh, 28 de marzo de 1981), fue un compositor soviético.
En 1941 fue admitido en el Conservatorio de Leningrado y entró en la Orquesta de la Radio de la ciudad como solista instrumental. Sin embargo, su carrera parece truncarse cuando es arrestado junto a su madre y padrastro. Nosyrev fue condenado a muerte, pero la pena le fue conmutada por diez años de gulag en el Gulag de Vorkutá.
- Datos: Q708994